# Amer Krcič
Amer Krcič (Kranj, 23 maggio 1989) è un calciatore sloveno, centrocampista o attaccante del Donau Klagenfurt.